# Sanko Miltjenović
Sanko Miltjenović  (1335. – 1372.), pripadnik humske velikaške obitelji Sankovića, osnivač obitelji.
Sin je humskog župana Miltjena Draživojevića, gospodara Popova, Bosanskoga primorja i Slanoga u prvoj pol. 14. st., brat Gradoja i Radače. Naslijedio je vodstvo obitelji od oca. 
Obnašao je dužnost župana i kazanca na dvoru bana Tvrtka I. Kotromanića. Imao je sina Beljka koji je naslijedio posjede obitelji, te još trojicu sinova Radiča, Budelju, Sančina i kćer Draganu.
Prvi se put spominje 1335. godine. 22. listopada 1348. Dubrovnik mu daje državljanstvo. Od 11. kolovoza 1366. godine i dalje, Sanko je spomenut kao sudac. Tijekom rata protiv Dubrovnika, Sanko je predvodio bosansku vojsku, međutim u jednom od ovih ratova, Sanko je poginuo. 
Pokopan je u obiteljskoj nekropoli u selu Biskupu kraj Zaborana, uz stećke i grobove Miltjena, Radiča te brata župana Gradoja i njegove žene Gojsave.